# La Gloire et la Peur
Pour plus de détails, voir Fiche technique et Distribution.
La Gloire et la Peur (Pork Chop Hill) est un film de guerre américain réalisé par Lewis Milestone en 1959.

## Synopsis
Corée 1953. Les Américains et les Chinois tentent d'établir une ligne de démarcation afin de signer l'armistice. Mais les militaires chinois ont emporté une colline où doit passer cette ligne. Les Américains qui espéraient une fin imminente du conflit vont essayer de la reconquérir.

## Fiche technique
- Réalisateur : Lewis Milestone, John D. Bloss (assistant)
- Scénaristes : S.L.A. Marshall (en) et James R. Webb
- Musique : Leonard Rosenman
- Photographie : Sam Leavitt et Edwin B. DuPar (seconde équipe)
- Montage : George Boemler
- Producteur : Sy Bartlett
- Société de production : Melville Production
- Film en noir et blanc
- Année de sortie : 1959
- Durée : 97 minutes
- Dates de sortie : 
  - États-Unis : 29 mai 1959 (New York City, New York)
  - Royaume-Uni : 14 juin 1959
  - France : 26 juin 1959

## Distribution
- Gregory Peck (VF : Marc Valbel) : Lt. Joe Clemons
- Harry Guardino (VF : Jean-Claude Michel) : soldat Forstman
- Martin Landau (VF : Claude Bertrand) : Lt. Marshall
- George Peppard : Cpl. Chuck Fedderson
- Carl Benton Reid (VF : Jacques Berlioz) : l'amiral à la Conférence de Paix
- James Edwards (VF : Marcel Lestan) : Cpl. Jurgens
- Bob Steele (VF : Serge Nadaud) : Col. Kern
- Woody Strode : soldat Franklin
- Cliff Ketchum (VF : René Arrieu) : Cpl. Payne
- Norman Fell (VF : Jacques Deschamps) : Sgt. Coleman
- Biff Elliot (VF : Michel François) : soldat Boven (Owen en VF)
- Barry Atwater (VF : Bernard Noël) : Lt-col. Davis
- Robert Blake (VF : Jacques Muller) : soldat Velie
- Leonard Graves (VF : Serge Sauvion) : Lt. Cook
- Rip Torn (VF : Roger Rudel) : Lt. Walter « Walt » Russell
- Buzz Martin (VF : Maurice Sarfati) : l'opérateur radio de la Compagnie George

## Critiques
La critique du New York Times a salué le film comme étant à la fois "sombre et robuste", reflétant le "ressentiment" des combattants américains, et "soulignant tacitement l'obsolescence de la guerre au sol» 

## Autour du film
- Le film est une production Metro-Goldwyn-Mayer basée sur le livre de souvenir de l'historien militaire SLA Marshall. Il s'agit donc d'une véritable bataille de la guerre de Corée en avril 1953, à quelques mois de la fin du conflit.
- Pork Chop Hill se traduit littéralement par "la colline de l'escalope de porc".